# Васьковичі (рід)
Васьковичі, або Васьковські — відгалуження боярського роду Ущапів, вихідців з Орди, що отримали землі від князя Вітовта на Овруччині. Одним з їх пізніших відгалужень був рід зем'ян Гошовських
- Сидор Юхнович Васьковський (1470-ті-80-ті)
- Феодосій Васьковський — ігумен Межигірського монастиря у 1669—1703 рр.